# Prato della Valle

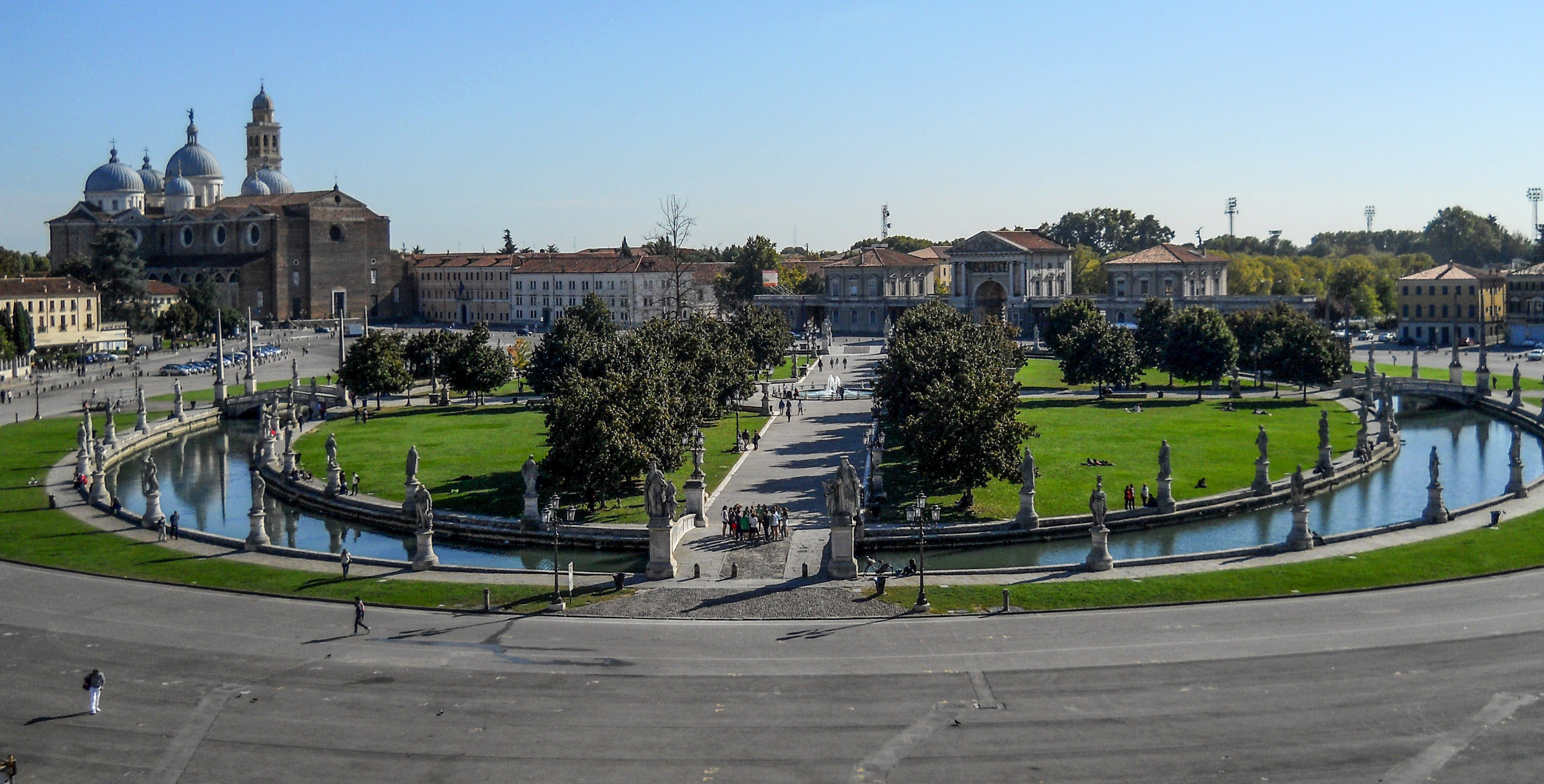
Prato della Valle, Padua.

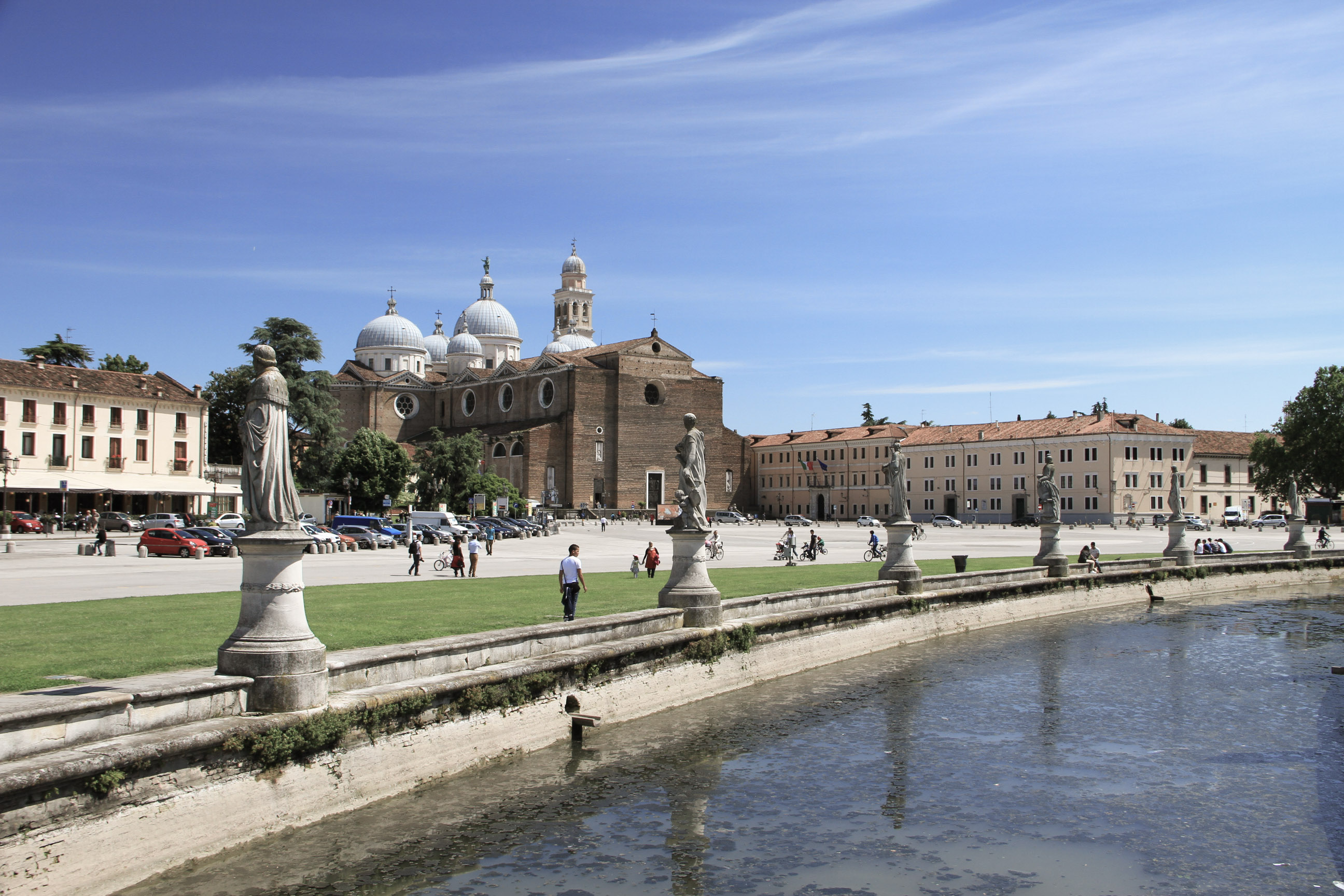
Prato della Valle.

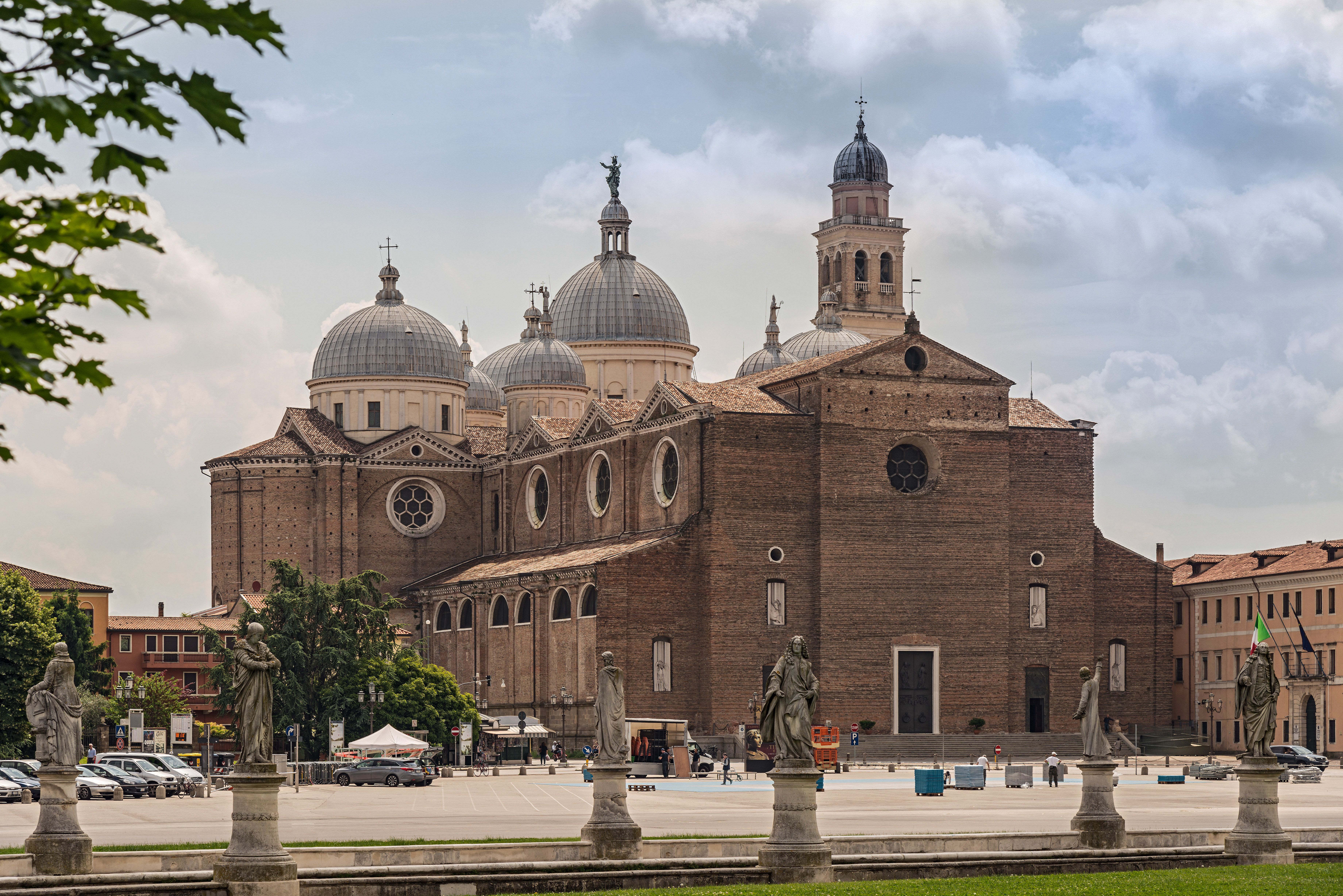
La Basílica de Santa Justina vista desde Prato.

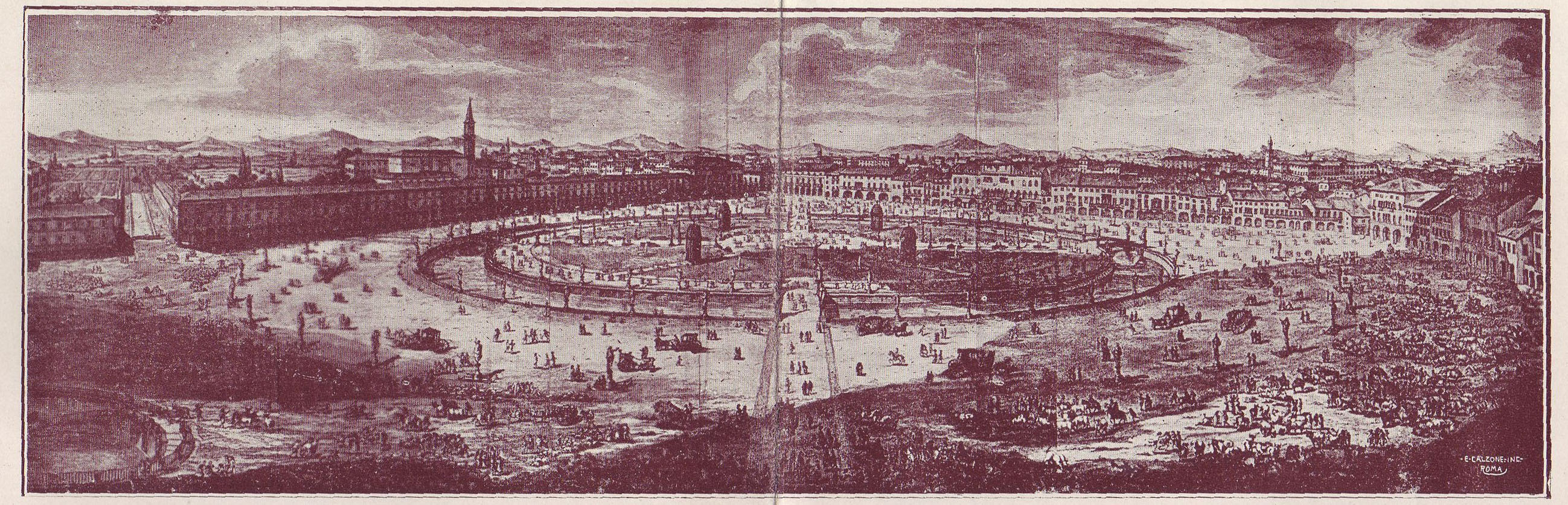
Padua – Prato della Valle – Grabado de Francesco Piranesi (circa 1785).

Prato della Valle (Prà deła Vałe en véneto) es una plaza elíptica de 90 000 metros cuadrados situada en Padua, Italia. Es la plaza más grande de Italia, y una de las más grandes de Europa. En la actualidad, la plaza es un gran espacio al aire libre con una isla verde en el centro, l'Isola Memmia, rodeada por un pequeño canal bordeado por dos anillos de estatuas.

## Historia
Antes de 1635, la zona que se llamaría Prato della Valle era una extensión de terreno parcialmente pantanoso justo al sur de las antiguas murallas de Padua. En 1636 un grupo de notables venecianos financiaron la construcción en esta zona de un teatro temporal, pero decorado lujosamente como un lugar para simulacros de batallas a caballo. El espectáculo musical que servía de prólogo a las justas se considera el predecesor inmediato de las primeras actuaciones públicas de ópera en Venecia, que comenzaron al año siguiente.
En 1775 Andrea Memmo, de quien hay una estatua en la plaza, decidió sanear y reestructurar toda la zona. El proyecto, que nunca se completaría totalmente, está representado en un famoso grabado de cobre de Francesco Piranesi que data de 1785. Parece que Memmo había encargado esta y otras representaciones y las puso en exposición en el Palazzo Venezia, la sede de la Embajada de la República en Roma. Hizo esto para motivar a otras figuras importantes a financiar la construcción de estatuas para decorar la plaza. El proyecto fue aprobado por Domenico Cerato, profesor de arquitectura en Vicenza y Padua.
Las excavaciones preliminares para instalar el sistema de fontanería y sanear la zona fueron dirigidas por Simone Stratico. Estas excavaciones sacaron a la luz los restos de un antiguo teatro romano. Estos hallazgos otorgaron un sentido de dignidad histórica a la iniciativa, y la transformó en un proyecto de recuperación para su uso público natural. Andrea Memmo residió en el Palazzo Angeli, construido en el siglo XV y situado en Prato della Valle en ángulo con la avenida Umberto I. En la actualidad, este monumental palacio, propiedad de la ciudad de Padua, contiene el Museo del Precinema, Minici Zotti Collection.
De especial interés son la benedictina Basílica de Santa Justina, la neoclásica Loggia Amulea, y muchos palacios interesantes construidos entre los siglos XIV y XVIII que rodean la plaza.

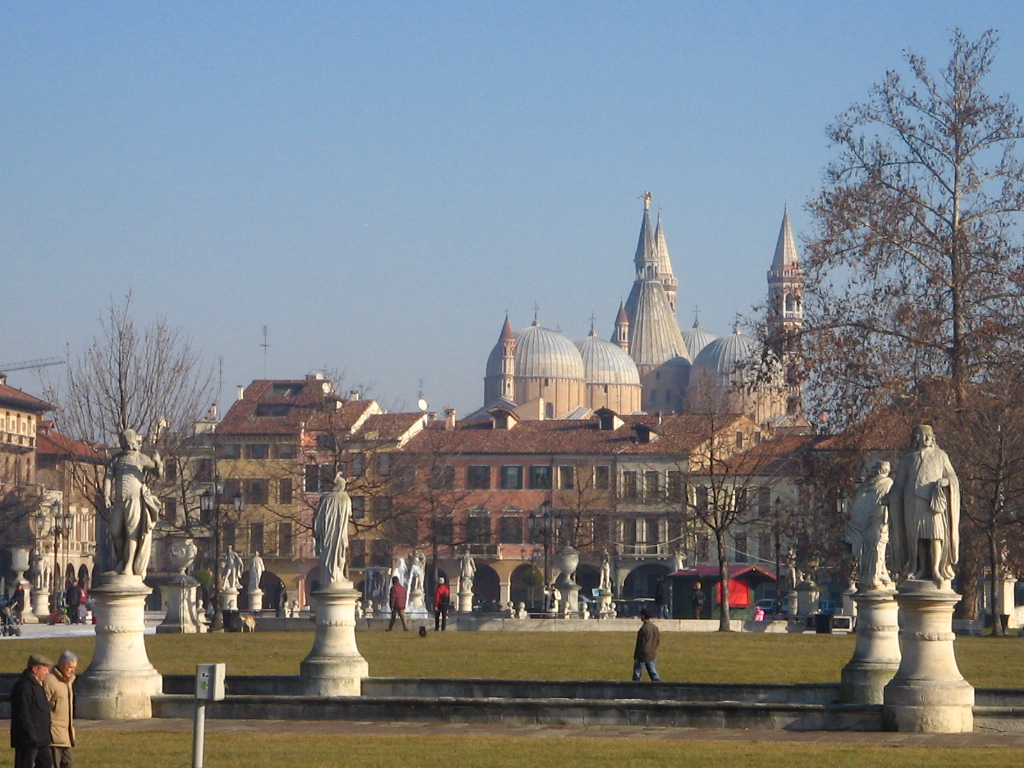
Prato della Valle con una vista de la Basílica de San Antonio de Padua.

## Prato della Valle en la actualidad
Prato della Valle, desde el comienzo, ha ocupado su lugar en los corazones de los paduanos que se refieren frecuentemente a ella como Il Prato. En varias épocas también era conocida como valle sin hierba debido a que la cantidad de árboles evitaba que creciera mucha hierba. En la actualidad, sin embargo, está cubierto completamente con hierba, y muchos árboles pequeños.
Durante la década de 1990, el Prato atravesó un período de degradación y abandono, pero en la actualidad ha sido restaurada gracias a proyectos de recuperación y la implicación de los ciudadanos de Padua. Durante el verano, la plaza está animada con un gran número de visitantes que patinan, pasean o estudian mientras se broncean al sol. Las noches de verano se caracterizan por la presencia de adolescentes y jóvenes que charlan hasta comienzos de la mañana.
Durante varios años, Prato della Valle ha sido la sede de la sección de Padua del Festivalbar, y recientemente ha acogido competiciones de patinaje, gracias al amplio anillo asfaltado que rodea la plaza.
Cada Año Nuevo, y durante la Fiesta de la Asunción a mediados de agosto, se realizan fiestas con música y fuegos artificiales en Prato della Valle.

## Estatuas

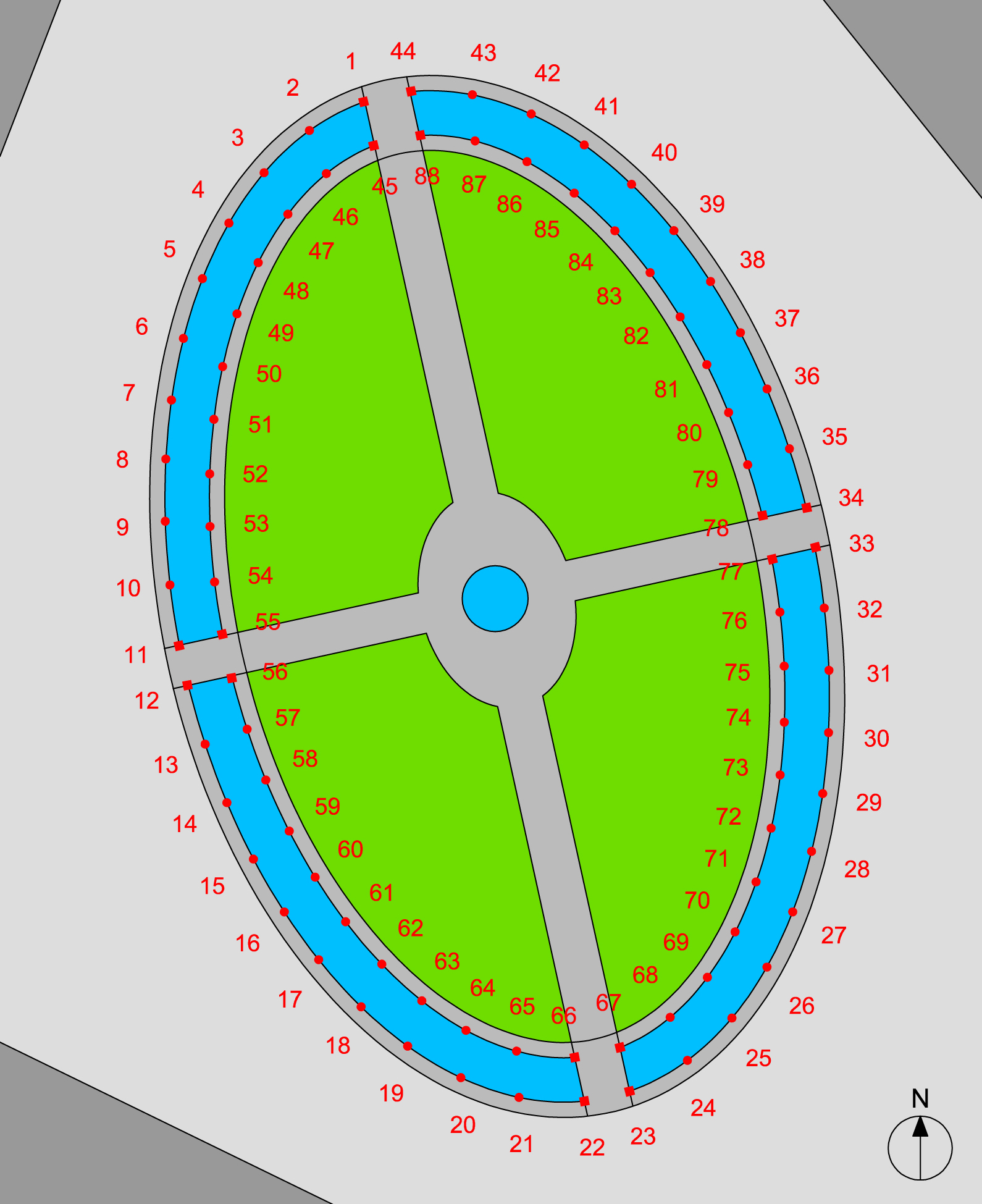
Plano con la numeración de las estatuas

En la actualidad hay 78 estatuas (40 en el anillo exterior y 38 en el anillo interior), siguiendo el proyecto original habría 88 estatuas. 
Entre las estatuas de la plaza, una representa a Andrea Memmo, el patricio veneciano conocido como el proveedor de Padua. 